# コーヒー酸
コーヒー酸（コーヒーさん、caffeic acid）は、ケイ皮酸のパラ位及びメタ位がヒドロキシ化された構造を持つ芳香族カルボン酸で、フェニルプロパノイドの1種である。化学式はC9H8O4、分子量は180.16。IUPAC名は 3,4-ジヒドロキシケイ皮酸 (3,4-dihydroxycinnamic acid)。カフェ酸、カフェイン酸とも呼ばれる。コーヒー酸はリグニン生合成の重要な中間体であるため、全ての植物に含まれている。
キナ酸とのエステルがクロロゲン酸であり、メタ位のヒドロキシ基がメトキシ基になったものはフェルラ酸として知られる。その他エステルとして植物界に広く分布し、その一部はタンニンとして知られる。生合成はチロシンあるいはフェニルアラニンが原料であり、ケイ皮酸の酸化による。
クロロゲン酸は、コーヒー酸のカルボキシル基がキナ酸5位のヒドロキシ基と脱水縮合した構造を持つ化合物である。
IARCは、コーヒー酸（カフェ酸）をヒトに対する発癌性の恐れがあるGroup2Bとしている。
有機半導体への応用が報じられた。